# علياء الشطناوي
علياء الشطناوي عالمة وباحثة أردنية حصلت علي شهادة الدكتوراه بامتياز في علم الأدوية من جامعة جورجيا ريجينتس الطبية في الولايات المتحدة. تعمل منذ عام 2012 وحتى اليوم كأستاذ مساعد قي قسم علم الأدوية بكلية الطب في الجامعة الأردنية  وعملت كمساعدة باحث في قسم علم الأدوية والسموم في كلية الطب، ومساعدة باحث في قسم البيولوجيا الفموية في كلية طب الأسنان في جامعة جورجيا الطبية. عملت منذ عام 2007 وحتى 2015 كباحثة في جامعة أوغسطا (Augusta University) - جورجيا في الولايات المتحدة الأمريكية. وهي عضو في جمعية القلب الأمريكية منذ 2010، وعضو في الجمعية الأمريكية لعلم الصيدلة والعلاجات التجريبية منذ 2008، وعضو في الجمعية الأردنية لطب الأسنان منذ 2002. 

## الدراسة والتعليم
تحمل شهادة البكالوريوس في جراحة الأسنان، كلية طب الأسنان - الجامعة الأردنية - الأردن. وشهادة الدكتوراه بامتياز في علم الأدوية، كلية جورجيا الطبية، جامعة جورجيا للعلوم الصحية.

## عملها وأبحاثها
تعمل علياء شطناوي على الكشف عن الآليات الجزيئية الكامنة وراء مضاعفات أمراض القلب والأوعية الدموية لدى مرضى السكري، وعلى إيجاد سبل جديدة تتيح التشخيص المبكر لهذه العوارض. وقد انطلق بحثها إثر ملاحظتها لارتفاع إنزيم الأرجيناز لدى مرضى السكري والشباب الذين يعانون من السمنة المفرطة المؤدية إلى مرض السكري، بوصفه علامة مُبكرة لأمراض القلب والأوعية الدموية. وتعتبر أنّ قياس مستويات هذا الإنزيم قد يُستخدم كمؤشّر لبداية وتضخّم مضاعفات أمراض السكري. وتنوي أن تختبر فرضيّتها هذه من خلال قياس مستوى الأرجيناز في عينات دم مرضى السكري من بيانات دراستين طبيتين ذات صلة. وفي عام 2012 حصلت علياء علي جائزة “الزمالة العربية الإقليمية للمرأة في العلم” للعام 2012 التي تمنحها لوريال بالتعاون مع منظمة اليونسكو. وحصلت على جائزة الزمالة الدولية في العلم سنة 2014. تقوم الدكتورة علياء بتدريب باحثين آخرين على هذه التقنيات الجديدة، كما تعمل في الوقت ذاته على مشروع مماثل باستخدام عينات من مرضى السكري في الأردن.
منذ عام 1998 اعترف برنامج «لوريال – يونسكو» من أجل المرأة في العلم" بأكثر من ألفي امرأة في مجال العلوم في 115 دولة حيث فازت اثنتان منهن لاحقاً بجائزة نوبل. ومنذ إطلاق البرنامج وحتى الآن مُنحت الجائزة إلى 77 فائزة وتمّ توفير 1600 منحة دراسية للعالمات الشابات من 108 دول.
تجدّد مؤسّسة لوريال واليونيسكو التزامها بتكريم السيدات المتميّزات في مجال العلم، تقديراً لمساهماتهن في تغيير العالم، والتزامها بتوفيرالمساندة للشابات الواعدات وتشجيع المزيد من المساهمات القيمة في المجال العلمي. وقد حرص برنامج “من أجل المرأة في العلم” خلال السنوات الستة عشرة الماضية على اكتشاف أكثر من 2000 امرأة في العالم، ومكافأتهنّ والاحتفاء بهنّ، ويذكر أنّ إثنتين من بينهنّ مُنحتا جائزة نوبل للسلام في وقت لاحق. يمنح البرنامج في كل عام الزمالة كمكافأة للسيدات الشابات الباحثات والمتميزات واللاتي يتوقفن عند مراحل هامة ومصيرية في حياتهم في ظل النمطية والأفكار المسبقة التي لم تدرك بعد دور المرأة في العلم. هذا وبالإضافة إلى 230 زمالة محلية تمنحها سنوياً فروع مؤسسة لوريال في كافة أنحاء العالم.
تم إنشاء برنامج «لوريال – يونسكو» للزمالة الدولية عام 2000 لتحفيز مجموعة متميزة مكونة من خمس عشرة زميلة دوليةً على مستوى الدكتوراه وما فوق من خلال دعم أعمالهن لمدة عامين في مؤسسات مرموقة خارج بلادهن الأصلية حيث اكتسبن تجربة فريدة وتمكن من بناء شبكات هامة. وفقد فاز بالجائزة سنة 2014 كل من علياء الشطناوي والدكتورة عديلة عبيد والدكتورة فرح عويشتاتي.

## المنح والزمالات
- من مارس 2014 - حتى الآن: زمالة اليونسكو - لوريال للنساء في العلوم - 2014.

- من كانون الأول / ديسمبر 2012 إلى كانون الثاني / يناير 2014: منظمة اليونسكو - لوريال للنساء في العلوم، زمالة إقليمية عربية.

- من أكتوبر2012 - إلى سبتمبر 2014: منحة عمادة البحث العلمي في الجامعة الأردنية.

- من يوليو 2010 - إلى يونيو 2012: زمالة جمعية القلب الأمريكية.

- من يناير 2009 إلى يونيو 2010: منحة تدريبية متعددة الاختصاصات من قبل المعاهد الوطنية للصحة  بيولوجيا القلب والأوعية الدموية.[2]